# Melles (Henegouwen)
Melles is een dorp in de Belgische provincie Henegouwen, en een deelgemeente van de Waalse stad Doornik.
Melles was een zelfstandige gemeente, tot die bij de gemeentelijke herindeling van 1977 toegevoegd werd aan de gemeente Doornik.

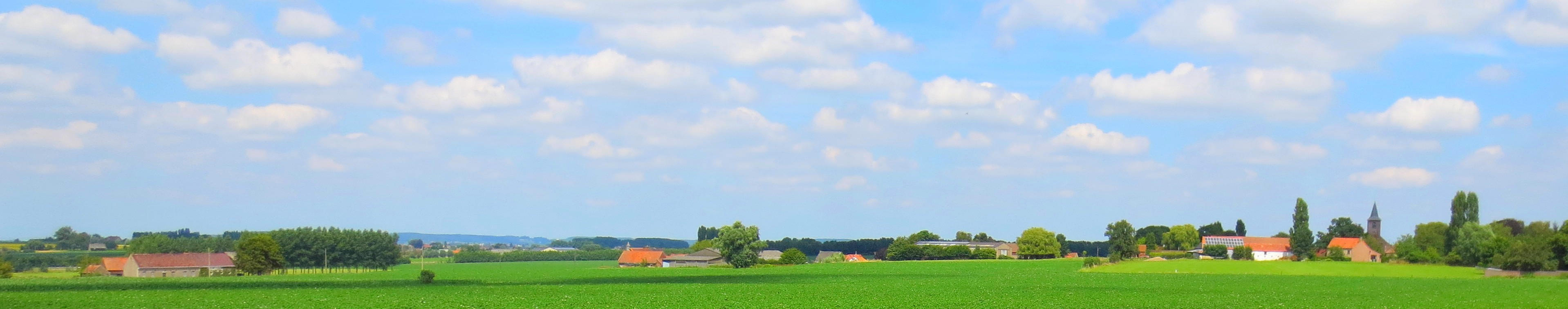
Zicht op Melles

## Bezienswaardigheden
- De Onze-Lieve-Vrouwekerk (Église de la Sainte Vierge) is een classicistisch kerkgebouw van 1786-1789 in baksteen op een basis van kalksteen.

## Demografische ontwikkeling
- Bronnen:NIS, Opm:1831 tot en met 1970=volkstellingen

## Verkeer en vervoer
Door het noorden van Melles loopt de autosnelweg A8/E429.
Door Melles loopt de N529 (Chaussée de Frasnes), de steenweg van Doornik naar Frasnes.

## Nabijgelegen kernen
Quartes, Velaines, Mourcourt, Rumillies, Thimougies